# Güssinger Straße
Die Güssinger Straße (B 57) ist eine Landesstraße in Österreich. Sie hat eine Länge von 74,1 Kilometern und führt zunächst von Oberwart durch das südliche Burgenland nach Jennersdorf. Sie folgt dabei bis Güssing dem Verlauf der Strem, ehe sie zunächst ins Tal der Lafnitz, später ins Tal der Raab wechselt. Dieser folgt sie bis Feldbach.

## Geschichte

### Ursprünge
Die Güssinger Straße liegt im Burgenland, das bis 1921 zu Ungarn gehörte. 1926 wurde das burgenländische Straßennetz neu geordnet und an die veränderten Staatsgrenzen angepasst. Auf der heutigen Strecke gab es seit dem 1. Juli 1926 folgende Landesstraßen:
- Die Kemetner Straße von Stegersbach über Kemeten bis zur Oberwart-Hartberger Landesstraße
- Die Burgauer Straße von Burgau über Stegersbach bis Sankt Michael. Der Streckenabschnitt westlich von Stegersbach wird heute als Stegersbacher Straße bezeichnet.
- Die Großpetersdorf-Güssingerstraße von Großpetersdorf über Sankt Michael bis Güssing. Diese Straße sollte ab 1926 mit finanzieller Beteiligung des Bundes, der 65 Prozent der Baukosten bezahlte, zur Bundesstraße ausgebaut werden.
- Die Heiligenkreuzer Straße von Güssing bis Heiligenkreuz, wo sie in die Ungarische Straße mündete. Diese Straße sollte ab 1926 mit finanzieller Beteiligung des Bundes, der 65 Prozent der Baukosten bezahlte, zur Bundesstraße ausgebaut werden.
- Die Jennersdorfer Straße von Heiligenkreuz bis Jennersdorf.

### Frühere Strecken und Bezeichnungen
Die Güssinger Straße zwischen Großpetersdorf und Heiligenkreuz wurde durch Verordnung der Bundesregierung vom 9. Juni 1933 zur Bundesstraße erklärt. Sie führte von Großpetersdorf über Kohfidisch, St. Michael und Güssing bis Heiligenkreuz. Bis 1938 wurde diese Bundesstraße als B 17 bezeichnet, nach dem Anschluss Österreichs wurde diese Strecke nicht als Reichsstraße geführt. 
Seit dem 1. April 1948 führte die Eisenstädter Straße von Oberwart über Stegersbach, Güssing, Heiligenkreuz und Jennersdorf bis Fehring. Die Strecke der ehemaligen Güssinger Straße zwischen Großpetersdorf und St. Michael wird seither als Großpetersdorfer Straße bezeichnet und gehörte vom 1. Jänner 1950 bis 1971 wieder zum Netz der Bundesstraßen in Österreich.
Seit dem 1. Jänner 1973 wird der südliche Teil der Eisenstädter Straße als Güssinger Straße (B 57) bezeichnet, weil die Burgenland Straße (B 50) mittlerweile in Hartberg endet.

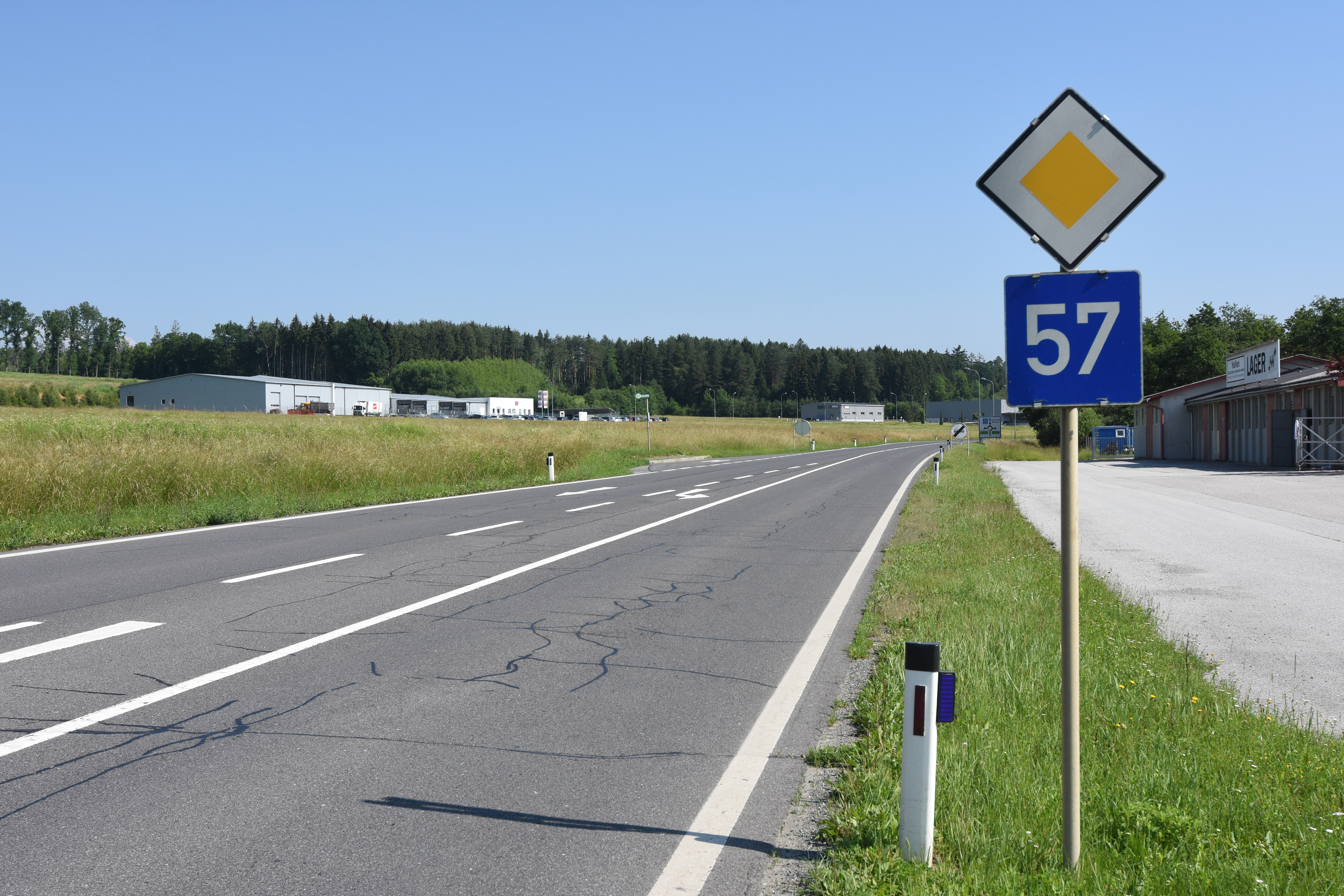
Güssinger Straße
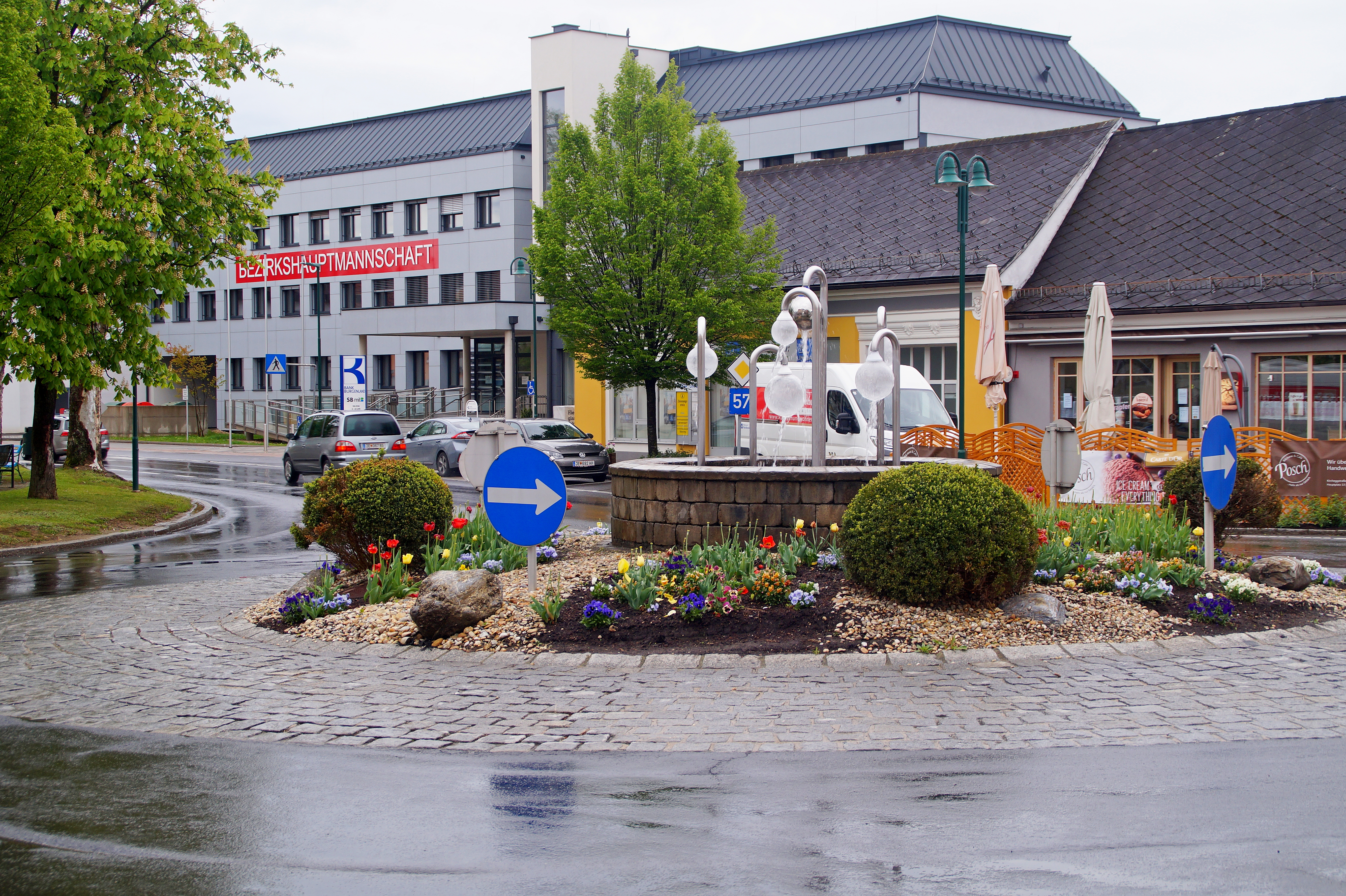
Kreisverkehr am Hauptplatz Jennersdorf